# عصيان مدني

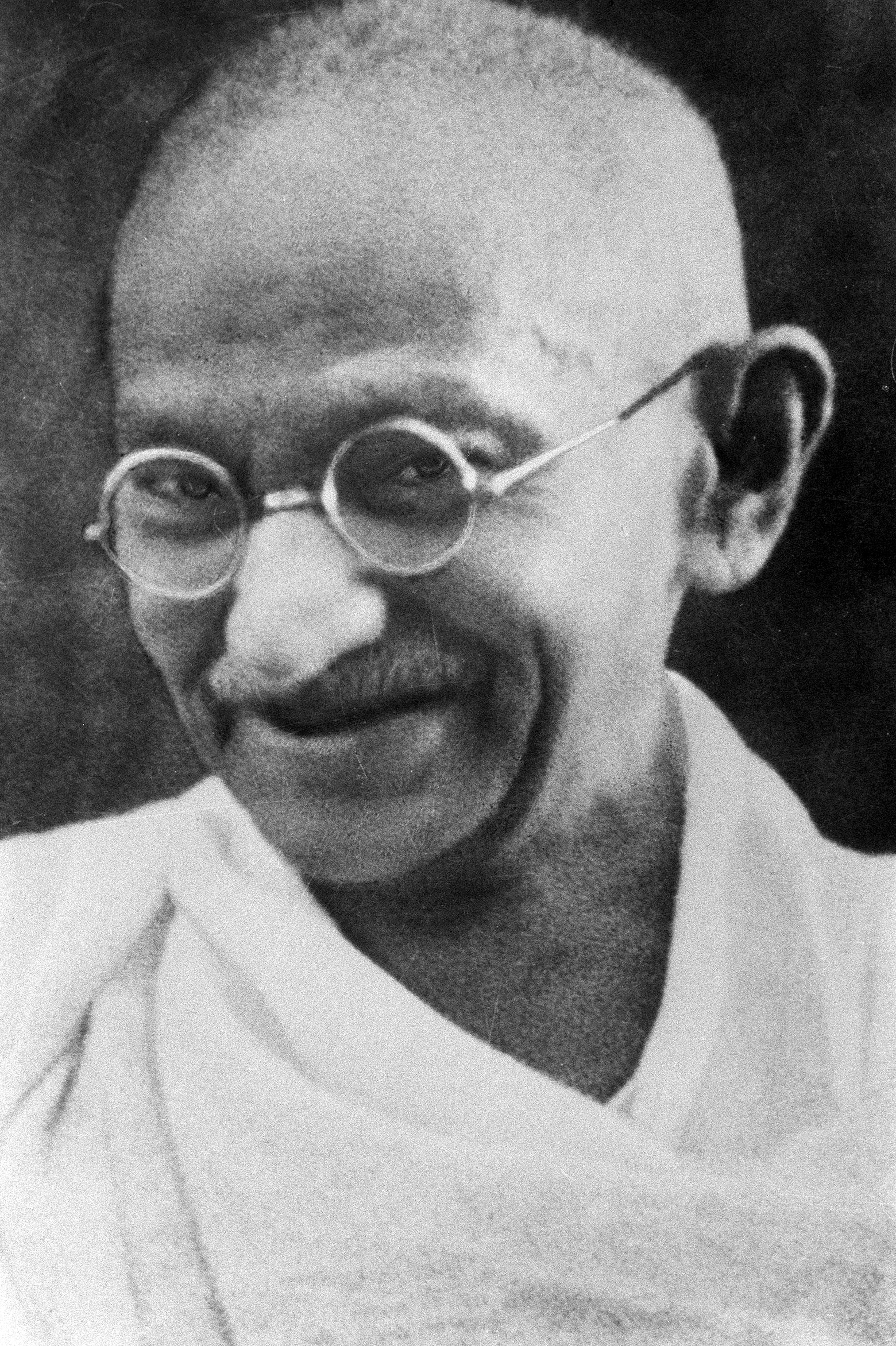
غاندي رمز من رموز العصيان المدني اللاعنفي وهو شخصية معروفة في جميع أنحاء العالم في لدعوته إلى نبذ العنف.

العصيان المدني هو أحد الطرق التي ثار بها الناس على القوانين غير العادلة، وقد استخدم في حركات مقاومة سلمية عديدة موثقة؛ في الهند (مثل حملات غاندي من أجل العدالة الاجتماعية وحملاته من أجل استقلال الهند عن الإمبراطورية البريطانية)، وفي جنوب أفريقيا في مقاومة الفصل العنصري، وفي حركة الحقوق المدنية الأمريكية.
وبالرغم من اشتراك العصيان المدني مع الإضراب (و خصوصا الإضراب العام) في كونهما وسيلتان تستخدمهما الجماهير للمطالبة برفع ظلم أصابها، إلا أن الإضراب متعلق بحقوق العمال في مواجهة صاحب العمل (والذي يمكن أن يكون هو الحكومة).
تمثلت إحدى أكبر تطبيقات العصيان المدني وأوسعها نطاقا في لجوء المصريين إليه ضد الاحتلال البريطاني في ثورة 1919 السلمية.
العصيان المدني هو رفض الخضوع لقانون أو لائحة أو تنظيم أو سلطة تعد في عين من ينتقدونها ظالمة. وينسب هذا المصطلح للأمريكي هنري دافيد ثورو كان قد استخدمه في بحث له نشر عام 1849، في أعقاب رفضه دفع ضريبة مخصصة لتمويل الحرب ضد المكسيك، بعنوان «مقاومة الحكومة المدنية».
وفي أوروبا، حتى وإن كان اللجوء إلى مفهوم العصيان المدني قد تأخر صياغته، فان فكرة مقاومة قانون جائر أو غير عادل كانت موجودة قبل القرن التاسع عشر. أما اليوم فقد اتسع هذا المفهوم ليشمل العديد من الأشخاص الذين يمارسون أفعالا تسعى للإحلال إعلاميا محل «الحركات المناهضة للدعاية».
ولا يرى البعض في هذه الأفعال إلا نوعا من الإضرار بالممتلكات. أما البعض الآخر فيجدونها أفعالا مفيدة تهدف إلى تغيير سياسة السلطات.

## تعريف العصيان المدني
لا يوجد إجماع حول تعريف العصيان المدني. وقد كان لكل من جون راولز وج. هابرمس تعريف خاص به.
فوفقا لما ذكره راولز: يمكن تعريف العصيان المدني على أنه عمل عام، سلمي، يتم بوعي كامل، ولكنه عمل سياسي، يتعارض مع القانون ويطبق في أغلب الأحوال لإحداث تغيير في القانون أو في سياسة الحكومة. وباتخاذ هذا المسلك، يخاطب العصيان حس العدالة لدى غالبية المجتمع ويصرح، وفقا لرأي وتفكير ناضج، بأن مبادئ التعاون الاجتماعي بين أفراد يتمتعون بالحرية والمساواة في الحقوق لا يتم حاليا احترامها.
أما بالنسبة لهابرماس: فينطوي العصيان المدني على أعمال غير قانونية، ونظرا لطابعها الجماعي، فهي توصف بأنها عمل عام ورمزي في آن واحد وتتضمن كذلك على مجموعة من المبادئ. إنها أعمال تشتمل في المقام الأول على وسائل للاحتجاج غير عنيفة تنادي بالقدرة على التعقل وتخاطب حس العدالة لدى الشعب".
ويتسم فعل العصيان المدني بست خصائص:

### خرق واع ومتعمد للقانون
إن فعل العصيان المدني هو خرق واع ومتعمد للقانون. كما أنه انتهاك لقاعدة قانونية وضعية. فإذا كان الانتهاك يقوم على القاعدة محل الخلاف مباشرة، فنحن بصدد الحديث عن عصيان مباشر. وهذا هو الحال، على سبيل المثال، بالنسبة لحملة العصيان المدني التي أطلقها مارتن لوثر كينغ والتي كانت تهدف إلى شغل السود للأماكن المخصصة بمقتضى للقانون للبيض. بيد أن القاعدة التي يتم خرقها ربما لا تكون هي تلك محل الخلاف، وحينئذ يكون الحديث عن عصيان مدني غير مباشر، وهو الحال- على سبيل المثال- بالنسبة للاعتصامات التي لا تهدف إلى الاحتجاج على قانون المرور.
وعلى الرغم من عدم إمكانية إدراك وجود خرق مسبق (فالقاضي وحده هو الذي يحدد وجود خرق من عدمه)، فإن أي فعل يعد عصيانا مدنيا، عندما يخاطر القائمون عليه بعمل يكون، في نظر الرأي العام ورأي السلطات، خرقا عاما للقانون.
وعند التعرض لهذه القضية، يجدر التذكير بالتجربة التي قام بها ستانلي ميلجرام. والتي تمثلت في قياس نسبة الأفراد القادرين على إطلاق مثل هذا العمل الخاص بالعصيان على الرغم من وجود ضغوط اجتماعية وإدارية.

### عمل عام
يترجم فعل العصيان بسلوك شعبي وهو ما يميزه عن العصيان الإجرامي حيث يزدهر الأخير في الخفاء (وأحيانا تكون له مطالب).
وتهدف الدعاية في حالة العصيان المدني إلى استبعاد كل شكوك حول " أخلاقيات الفعل "فضلا عن إضفاء قيمة رمزية عليه وإلى استقطاب أكبر عدد ممكن من الجمهور حتى يكون له الصدى الأكبر في تغيير " شعور" أو قناعة" لدى الرأي العام. لذا، يهدف فعل العصيان إلى القيام بأكبر ترويج إعلامي ممكن وربما يتبع إستراتيجية استفزازية ودعاية سياسية.
وقد يذهب بعض المشاركين إلى أبعد من ذلك. فباعتبارهم ملتزمين بنهج غاندي، فهم يجدون في الدعاية مطلبا ضروريا لإبلاغ السلطات المعنية مسبقا بحركات العصيان المدني المستقبلية.

### حركة ذات رسالة جماعية
يندرج فعل العصيان تحت مبدأ الحركة الجماعية. فهو الفعل الصادر عن مجموعة يعرفون أنفسهم بالأقلية الفاعلة، ويترجم بتضافر جهود هؤلاء. لذا تشير «هنا ارندت» إلى أن «العصيان المدني، بعيدا عن انطلاقه من فلسفة ذاتية لبعض الأفراد غريبي الأطوار، إلا أنه ينتج عن تعاون مقصود بين أعضاء مجموعة تستمد قوتها على وجه التحديد من قدرتها على العمل المشترك.» وهكذا يكون العصيان المدني بطبيعته عمل جماعي. ومع ذلك، لا مانع من أن تؤدي صحوة أخلاقية لدى فرد إلى تعبئة تيار أكثر اتساعا ربما يمكن وصفه بالعصيان المدني.

### حركة سلمية
يلجأ الممارس للعصيان إلى وسائل سلمية، فالعصيان المدني يهدف إلى الدعوة إلى إطلاق حوارات عامة. ولبلوغ هذا الهدف، فهو يخاطب «الضمير الغافل للأغلبية» أكثر مما يدعو إلى أعمال عنف. وهذه إحدى السمات التي تميزه عن الثورة التي من الممكن أن تدعو إلى استخدام القوة لبلوغ غاياتها. ومن ناحية أخرى، فإن فكرة معارضة قانون ما اللصيقة بالعصيان المدني تتم بالالتزام بقانون أسمى، مما يعد نوعا من المفارقة، لذا فلا وجود للعنف في فكر العصيان المدني.
فوفقا لماكس وابر: هذا العنف هو منوط بالأحرى بالدولة، التي تمتلك وحدها سلطة «العنف الشرعي». وقد يكون هذا العنف بدنيا و«رمزيا» في آن واحد أي نفسي بل غالبا اقتصادي.

### الهدف من العصيان: تعديل قاعدة
يسعى العصيان المدنى - وفقا لمؤسسي فكرته - إلى إدراك غايات مستحدثة. كما يهدف إلى «إلغاء» أو على الأقل تعديل القاعدة محل النزاع.

### مبادئ عليا
ينادي القائمون على العصيان المدنى «بمبادئ عليا» تتفوق على الفعل موضع النزاع. وهو دون شك أهم ما يميز العصيان المدنى، إذ أن هذه السمة هي ما تضفى عليه «نوعا من الشرعية». وربما كانت هذه المبادئ العليا مبادئ دينية، لذا كان دائما بعض رجال الدين يشاركون أو يتزعمون حركات للعصيان المدنى. ففى الولايات المتحدة على سبيل المثال، نجد الأخوين بريجان وهما قسيسان الذين تم القبض عليهما عشرات المرات لاشتراكهما في أعمال للعصيان المدنى أثناءاحتجاجات مناهضة للحرب. وقد تكون هذه المبادئ العليا المشار إليها مبادئ «دستورية» أو «فوق دستورية»، ولذلك كانت مرجعية بعض الكتاب والسينمائيين الفرنسيين هي الحريات العامة واحترام الإنسان في أعمالهم التي كانت تنادى بالعصيان المدنى عام 1997 ضد مشروع قانون جون لويس ديبرى والذي كان يفرض على أي إنسان يستضيف أجنبيا في زيارة خاصة لفرنسا إخطار عمدة المدينة بموعد مغادرته. ومن خلال توجيه هذا النداء، يكشف القائمون على العصيان من منظورهم عن وجود إمكانية إرغام الحكام على الاستماع إليهم. وهو ما حدث بالفعل ضد مشروع قانون ديبرى، فبعد الجدل الذي أثير وأمام تعبئة الرأى العام لم تجد الحكومة حينها خيارا آخرا سوى التخلى عن المشروع. إذن، فبخلاف كونه عاملا يضعف المؤسسات، فإن العصيان المدنى - وفقا لمؤسسي فكرته - ربما يؤدى على النقيض إلى تعزيزها عن طريق الحث على فهم أوضح لثوابتها التأسيسية والعمل على حث الرأى العام على المشاركة بشكل متزايد في عملية وضع المعاير.

## شرعية العصيان المدنى: النموذج الفرنسي
لا تكتسب مبررات العصيان المدنى أهمية متزايدة عند إدراجه في بعده الأخلاقى فحسب، على الرغم من قبوله بصفة عامة، بل أيضا بوضعه في الإطار القانوني. إلا أن هذا ما يشكل قضية كانت محلا لجدل واسع المدى.
فهل هناك حق في العصيان المدنى؟
إن العصيان المدنى قد يعتبر ضمانا للحريات العامة لا يخضع للسلطة القضائية، ضمانا يمارسه المواطنون أنفسهم. وهو غير معترف به قانونيا بشكل صريح داخل تصنيف المعايير الفرنسية. إلا أن المادة الثانية من إعلان حقوق الإنسان والمواطن تنص على:
وقد ذهب دستور مونتنرد (الجبل) لعام 1793 إلى أبعد من ذلك حيث وضع في مواده رقم 33 و34 و35 حقا فعليا في الثورة. فالمادة 35 تنص أنه: «عندما تنتهك الحكومة حقوق الشعب، تصبح الثورة بالنسبة للشعب بكل شرائحه أكثر الحقوق قدسية وأكثر الواجبات حتمية». وعلى الرغم من القصر الشديد لديباجة دستور 1958، إلا أنها تشير إلى نصين أساسيين في تاريخ القانون الفرنسي: إعلان حقوق الإنسان والمواطن لعام 1789 وديباجة دستور 1946. وقد ظلت قيمة إعلان حقوق الإنسان والمواطن لعام 1789 محل النقاش لمدة طويلة، فهل هو مجرد إعلان للنوايا أم معيار لقانون وضعي؟. وتعارض الرأيان حول القيمة القانونية لهذه الديباجة ومرجعية نصوصها. فأحد الرأيين كان يعضض فكرة أن قيمة الديباجة لا يمكن أن تكون سوى قيمة «أخلاقية وفلسفية» (أي دليل اختيارى للدولة)، بينما كان يدافع الرأى الآخر عن طابعها المعيارى والقانوني (أي أنه نصا ملزما ذا قيمة دستورية).
وقد حسم المجلس الدستورى الفرنسى المسألة في قراره الصادر في 16 يوليو 1971 والمتعلق بحرية التجمع: إذ يعتبر هذا الإعلان نصا معياريا ذا قيمة عليا. ومن ثم فإن مرجعية المجلس الدستورى في قراره الصادر في 27 ديسمبر 1974 والمتعلق بقانون المالية لعام 1974، كانت ولأول مرة هي اعلان حقوق الإنسان والمواطن لعام 1789. ثم أقر المجلس بشكل غير مباشر بالقيمة الدستورية لمقاومة القمع وذلك من خلال القرار الصادر16 يناير 1982 بشأن قانون التأميم: في الواقع أكد المجلس مجددا على القيمة الدستورية لحق الملكية مشيرا إلى أن إعلان 1789 «قد وضعه في المرتبة نفسها للحق في الحرية والأمن ومقاومة القمع».
وهنا يجب أن نتساءل: عن العلاقة بين مقاومة القمع والعصيان المدني. فمقاومة القمع قد تكون لها غايات بعيدة المدى والنص المذكور يعتبرها حقا بل وأيضا» أكثر الواجبات تقديسا «مما يعنى أنها لا تعد وسيلة للعمل فحسب بل هدفا في حد ذاته وأن من يدعو إليها يجب عليه العمل بها «فورا وبقوة شديدة». وهذا يتخطى فكرة العصيان المدني الذي يظل وسيلة للعمل ضمن وسائل أخرى مثل التظاهر وإقامة محاكمات صورية والنضال المسلح، إلخ.
إلا أن التأكيد على هذا الحق يظل إلى حد ما نظريا ولا يستخدم من قبل القضاة أثناء محاكمة أي شخص ارتكب فعل عصيان. وهناك قاعدة أخرى في القانون الفرنسى (مادة 433-6 من القانون الجنائي)، والتي تحمل تفسيرا مخالفا، فتمنح نوعا من الحماية للأشخاص الذين يتمردون ضد الموظفين الحكوميين الذين يقومون بأفعال دون وجه حق (على سبيل المثال، في حالة القيام باعتقالات أو تفتيش دون تصريح مسبق من قبل قاضى الحريات). ومن ناحية أخرى، عندما يتلقى الموظف أمرا غير قانونى بشكل واضح، يكون له حق الاعتراض على هذا الأمر ورفضه بالعصيان وهو المنصوص عليه في (مادة 122-4 من القانون الجنائي).
وبالتالى، تقع مقاومة الظلم بين التأكيد على الحق النظري في المقاومة والاعتراف ضيق الحدود بالحق في العصيان. إذن فمسألة قانونية العصيان المدنى ليست مؤكدة بشكل واضح. فالعصيان هو فعل غير شرعى من حيث المبدأ، ولكن هذا لا يمنع وجود بعض مظاهر «التسامح الإدارى أو الرأفة القضائية». (يمتلك القاضى العديد من الوسائل القانونية لتبرأة المتهم أو لتخفيف العقوبة: في حالة الضرورة أو شرعية الدفاع عن النفس أو خطأ في الإجراءات القانونية، أو لظروف تستدعي تخفيف العقوبة، أو للتفسير المحدود لسيادة القانون).
وتأتى مشكلة قانونية العصيان المدنى من أنه على الرغم من خرقه المتعمد لسيادة القانون، إلا أن ذلك يحدث بشكل متناقض من خلال الولاء لباقى أحكام القانون (بما في ذلك، على سبيل المثال، الولاء للعقوبة المنصوص عليها في القانون محل النزاع)، إلى جانب الالتزام «بالقوانين العليا». وبالتالي يمكن تحليل العصيان المدنى على أنه «جنحة سياسية»، وحينئذ سوف يستفيد من يقوم بالعصيان المدنى من نظام الحماية الذي يمكن وضعه لمثل هذا النوع من الجنح.

## الانتقادات الموجهة للعصيان المدنى
كتب «د. كوينراد ألست» في خاتمة «رسائل المهاتما غاندى لأدولف هتلر» قائلا:
" إن نجاح هذا الأمر ليس مؤكدا ولكن فلسفة غاندى ليست دائما مرادفا للفاعلية. فقد نجحت سياسة غاندي في أن تثنى بريطانيا عن التمسك بالهند، ولكنها لم تنجح في ردع الرابطة الإسلامية عن فكرة تقسيم الهند. ومن هذه الزاوية، فإننا نطرح سؤلا قد لا تكون له إجابة وتجربة جديدة لم تكن محل اختبار، وهي هل كانت سياسة غاندى ستنجح في منع اندلاع الحرب العالمية الثانية؟ وعلى العكس من ذلك، لا يوجد خلاف على أن هذا الأسلوب في الردع السلمي كان متأثرا بفلسفة غاندي. فما كان المهاتما غاندى ليصبح مهاتما ولو أنه فضل اللجوء لأسلوب آخر. وينبغى أن يكون الحكم المتعلق على رسائل غاندي لهتلر هو ذاته حكمنا على مذهب غاندى نفسه: فإما أن الاثنين يمثلان بديلا أخلاقيا أكثر سموا من الأساليب المعتادة لسياسة القوة وإما أن يكون كلاهما مغلوطا وغريبا.
النقاط التي يرتكز عليها نقد العصيان المدنى:
- إنه ليس سوى نوع من وسائل الاتصال، مجرد وسيلة اتصال. بينما نطاقه يقتصر على:
- وسائل الاعلام التي قد تختار أو لا تختار متابعة الحدث مع توجيه رسالة قد لا تتماشى بالضرورة مع المعنى الذي ربما يرمى إليه النشطاء.
- وسائل الاعلام التي قد تدمر أو لا تدمر الصورة التي ربما نرغب في نقلها، وإما ستقلل أو ستسخر من تأثير ما يسمى بالعصيان المدنى.
- المجتمع والأفكار السائدة بالفعل لدى الشعوب (خلل عقلى واجتماعى واقتصادى)، المتغلغلة داخل النسيج المجتمعى لاسيما بسبب التأثير الملحوظ لوسائل الاعلام التي تعمل لصالح أيديولوجيات (اقتصادية وسياسية ولكن ليست ديمقراطية) تتجاوز حدودها.
- يقول البعض أن ما عمل غاندى نجح لأنه كان يتمتع بواجهة بارزة في المجتمع، واجهة شبه دينية في المجتمع الهندى الذي ربما يعتبر مجتمعا شديد الإيمان وشديد التدين وشديد التصوف (فالدين هو شكل من أشكال الايديولوجيات). ويرى آخرون أن المجتمع الهندى ليس أكثر تدينأ من المجتمعات الأخرى وأن الزعماء الذين يتمتعون بكاريزما يرتبطون نوعا ما بالطابع الريفى للمجتمعات. فقد أثبت الطلاب الجامعيون الهنود الذين تخرجوا في المدارس الثانوية أن الوطنيين كانت صلتهم ضعيفة بعامة الناس فيما عدا غاندى الذي كان يتواصل عبر أعراف شعبية ولهذا كان يتبعه الشعب أكثر من الآخرين. فهذ هي العبقرية الإستراتيجية لغاندى التي لعبت ربما دورا، أكثر تأثيرا من بعض التفسيرات «الدينية» التي لا توضح القضية بل تجعلها أكثر غموضا، طالما من الممكن أن يختلط هذا اللفظ بالنطاق الرمزى الخاص بالمجتمعات البشرية.
- يتخذ غاندى من المسيح نموذجا فهو يريد بالتأكيد أن يكون مخلصا ويفرض السلام الشامل: بكل ما ينتج عن ذلك من حظر للعصيان أو تمرد حقيقي وملموس.
- تحت غطاء التوجه السلمي، ربما كان من الممكن إدراج حركات سلمية أخرى للوصول إلى الهدف المحدد، مستبعدين في الواقع أولئك الذين لا يتفقون مع أفكار العصيان المدنى.
- في رؤية غاندى للعصيان المدنى والمسالمة ما يتعين استنكاره: فعلى الرغم من كل شيء، قد يتعرض العصيان المدنى في بعض الحالات للفشل، وهناك حالات أخرى لا يغير فيها الطغاة أو الطبقات العليا سياساتهم نظرا لتعارض ذلك مع مصلحتهم. وهناك حالات أخرى قد لا ينقاد فيها النظام لمحاولات الخديعة في التواصل على الرغم من كونها وسيلة شديدة الديمقراطية. فلا يحدث أي تغيير في المجتمع دون فعل حقيقى: وهو ما يختلف عن «اللا فعل» الخاص بالعصيان المدنى. وربما كانت أو ستكون هناك ضرورة لإحداث تغيير مجتمعى آخر. إن كلمة عنف بالفرنسية تشتق من اللاتينية “ “ visالتي تعنى في البداية القوة بغض النظر عن شرعية استخدامها.

## خضوعا لملكية رأس المال والليبرالية العليا
إن العصيان المدنى، في جميع الأحوال، يرفض انتقاد مادية العالم والمظالم المادية بشكل كاف في الوقت الذي يطالبنا ألا يكون سلوكنا ماديا. وفي هذه الحالة، ربما يمكننا أن نتساءل ما إذا كان العصيان المدنى دائما أفضل الوسائل الممكنة. وفضلا عن ذلك، من المشكوك فيه أن مجرد العصيان المدنى يكفي دون اللجوء إلى تطبيقات أخرى في الحياة (مثل اختيار نمط حياة آخر على شاكلة القرى الصديقة للبيئة أو الأشرام). وربما نتساءل إذا ما كان ذلك يعد مخرجا آخر للا فعل لا يمكن التصريح به وصورة من عدم اندماج الشعوب داخل مجتمعاتها التي تعد، من الناحية النظرية، مجتمعات ديمقراطية ولكنها في النهاية تأبى أن تكون ديمقراطية، وهو أن تندرج الشعوب بما في ذلك عصيانها اللامسؤول داخل عقيدة النوايا الحسنة. ربما يستطيع العصيان المدنى أن يكون وسيلة فاعلة في عالم جديد شجاع أو في مجتمع ديمقراطى حقيقى، مجتمع يخلو من الطبقات الاجتماعية. إلا أننا لم نصل حتى الآن إلى هذه المرحلة. فطالما وجدت الطبقات نشأ الصراع الطبقى. ولكن حظر رد الفعل العنيف على الطبقات الدنيا الذي يكون أحيانا سبيلها الوحيد، بسبب ما يقع عليها من عنف هيكلى ومادي وظلم فكري، ربما يعد جريمة. وتظل المقاومة المدنية مجرد أداة اتصال يتم الجوء إليها في أي إستراتيجية شعبية.

## أصوله الفكرية
نشأة مفهوم العصيان المدني
من العصور القديمة إلى العصر الحديث
بدأ ظهور صور للعصيان المدني منذ نشأة أسطورة أنتيجون التي ضربت فيها البطلة بقوانين المدينة عرض الحائط لتكفل لشقيقها مدفنا لائقا. وفي كوميديا ليسيستراتا لأريستوفانيس، نجد النساء يتمنعن عن أزواجهن لإرغامهم على وضع نهاية للحرب.
كما يسجل التاريخ الروماني المظاهرات النسائية في عام 195 ق م. المناهضة للقيود المفروضة على الملابس وكذلك مظاهرات عام 42 ق م. ضد الضرائب الباهظة، مما يدل على أن فكرة مقاومة قانون ما ظالم كانت موجودة بالفعل منذ زمن بعيد.
ومن جانبه، كان الدين المسيحي في العصور الوسطى يميز بين دائرة المدنيين ودائرة رجال الدين استنادا لمبدأ السيفين الذي وضعه البابا جلاسيوس الأول في القرن الخامس. كما أنه استنادا إلي المبدأ الإنجيلي الذي ينص على «إعطاء ما لقيصر لقيصر وما لله لله»، عملت الكنيسة على إرساء مبدأ الطاعة بصورة مطلقة، متخذة من مذهب بولس الرسول قاعدة تنص على أنه لا توجد سلطة غير السلطة الإلهية. هذا فضلا عن المبدأ القائل بأن ذراع الله المحاربة أقوى من مثيلتها لدى البشر سواء كانوا ملوكا أو أباطرة، لأنهم لم يصلوا لهذه المكانة إلا بفضل الله.
إلا أن القديس توماس الاكويني في «الخلاصة اللاهوتية»، استطاع شق ثغرة في مبدأ الطاعة العمياء للقانون، معلنا قبوله لعصيان قوانين ظالمة (هي أقرب إلي أعمال العنف منها إلي القوانين) ولكن على ألا تتعارض تلك القوانين مع القانون الإلهي وألا يتسبب العصيان في أضرار تفوق العمل به.
وفي القرن السادس عشر، قام بعض المفكرين مثل اتيان دو لا بويسي أو مجموعة الموناركوماك (مجموعة فرنسية مناهضة للملك) بوضع نظريات لرفض طاعة الطاغية.
هنري ديفيد ثورو، 1856
كانت حركة «استقلال المستعمرات» في مواجهة الحكم المطلق للعاصمة سببا في ظهور أنظمة قانونية جديدة، سبقتها حركات عصيان كانت هي الأساس في إرساء حق الشعوب في تقرير المصير.
فقد أتاحت هذه الحركة الاستقلالية وضع الإطار النظري للعصيان المدني بواسطة هنري ديفيد ثورو من خلال بحثه بعنوان «مقاومة الحكومة المدنية» المنشور في عام 1849، بعد رفضه دفع الضريبة المخصصة لتمويل الحرب ضد المكسيك بغية ضم ولاية تكساس، الأمر الذي أرغم بموجبه ثورو على قضاء ليلة في السجن. كان ثورو معارضا أيضا لسياسة الولايات الجنوبية فيما يتعلق بالعبودية، والمعاملة الجائرة التي يخضع لها سكان أمريكا الأصليين. ولقد قام ناشر البحث بإعادة طبعه بعد وفاة ثورو تحت عنوان جديد: «العصيان المدني»، استوحى اسمه من بعض مراسلات المؤلف التي كانت متضمنة بالفعل تلك الكلمة.
وقد ترجم عنوان العمل بالعصيان المدني على الرغم من وجود ترجمة أكثر دقة للمصطلح وهو
«العصيان المواطني»، إلا أن استخدام مصطلح «العصيان المدني» أصبح فيما بعد شائعا.
تولى ثورو الدفاع عن الأقليات، فقد كتب قائلا:" إن الرجل الذي يمتلك رجاحة عقل أكثر من باقي المواطنين يشكل بالفعل "أغلبية الفرد الواحد" وبتشجيع هذا الرجل على العمل، يضيف ثورو،"لن تمتلك الأقلية أي سلطة مادامت تتماشى مع إرادة الأغلبية: وفي هذه الحالة، فإنها لن تصبح حتى أقلية. ولكنها عندما تعارض بكل ما تملكه من قوة، فسيستحيل حينئذ وقفها". وعندئذ، سيصبح العصيان المدني أداة ضد ديكتاتورية الأغلبية التي تجتاح البلاد في ظل الديمقراطية على حد تعبير توكفيل، المفكر الشهير المعاصر لثورو.
كان الكاتب الأمريكي هنري ديفيد ثورو (Henry David Thoreau) هو رائد النظرية الحديثة في هذه الممارسة في مقالته المنشورة عام 1849 بعنوان «العصيان المدني» (بالإنجليزية: Civil Disobedience) والتي كان عنوانها الأصلي "مقاومة السلطة المدنية" (بالإنجليزية: Resistance to Civil Government"). وكانت الفكرة الدافعة وراء المقالة هي الاعتماد على الذات وكيف أن الموقف الأخلاقي للفرد يكون سليما إذا كان بوسعه "مفارقة غيره" عند اختلافه معه؛ أي أنه ليس على الفرد محاربة الحكومة، لكن عليه أن لا يدعمها في أي شيء وأن لا يستفيد من دعمها له في أي شيء إن كان معارضا لها. كان لهذه المقالة أثر بالغ في عديد من ممارسي العصيان المدني لاحقا. في هذه المقالة يفسر ثورو أسبابه في رفض دفع الضرائب كفعل احتجاج ضد العبودية وضد الحرب المكسيكية الأمريكية.
كذلك كانت مقالة «منهج العبودية الاختيارية» (بالأوسيتية: Discours de la servitude volontaire) التي وضعها القاضي الفرنسي إتين لابوتي (بالفرنسية: Étienne de La Boétie)، أحد المصادر المبكرة التي دفعت بفكرة أن الطغاة يحوزون القوة لأن الناس يمنحوها لهم، وأن «هجر المجتمع الحرية يتركه فاسدا مفضلا عبودية المحظيات على حرية من يرفض التسلط ويأبى الخضوع». وبهذا فقد ربط لابوتي بين النقيضين التسلط والخضوع وهي العلاقة التي سيؤطرها فيما بعد المفكرون اللاسلطويون (الفوضويون). وبالدعوة إلى حل يتمثل في بساطة في رفض دعم الطاغية فإنه يكون أحد أبكر من دعوا إلى العصيان المدني والمقاومة السلمية. كتب لابوتي المقالة عام 1552 أو 1553 عندما كان لا يزال طالبا في الجامعة في الثانية والعشرين من عمره، وجرى تداولها سرا ولم تطبع حتى 1576 بعد موت لابوتي عام 1563.

## المصطلح
لم يصغ ثورو مصطلح «العصيان المدني» ولم يستخدمه أبدا، إلا أنه بعد أن نشرت عام 1849 محاضراته التاريخية لعام 1849 بدأ مصطلح «العصيان المدني» يظهر في عديد من الفعاليات والمحاضرات ذات الصلة بالعبودية في الولايات المتحدة الأمريكية؛ لذا فحين نشرت محاضرات ثورو تحت عنوان «العصيان المدني» (بالإنجليزية Civil Disobedience) عام 1866 بعد موته بأربع سنوات كان المصطلح قد راج.

## ما بعد النازية: نورنبيرج والعصيان الإجبارى
عقب الحرب العالمية الثانية، وخلال محاكمة النازيين القدماء في نورنبيرج، كان السؤال التالي هو محور الجدل السائد: «إلى أي مدى، يجب أن يسود مبدأ الشرعية على مبدأ العدالة؟». كان النازيون القدماء يزعمون أنهم مجرد أداة تنفيذ، وأنهم مرغمون على الالتزام بالصرامة العسكرية والوحشية النازية وتوقيع العقوبة على كافة أشكال الانشقاق. بيد أن كريستوفر براوننج أثبت ‒ في كتابه «رجال عاديون، كتيبة احتياط الشرطة الألمانية 101 والحل النهائى في بولندا»‒ أن رجالا عاديين، وليسوا بالضرورة نازيين، ولا حتى لديهم هوس بمعاداة السامية، قد تعاملوا بحماسة قتالية لاقتلاع جذور اليهود من بولندا. ويستشهد المؤرخ بفقرة مثيرة للاهتمام بشكل خاص يقول فيها: «بعد عرض المهمة الموكلة إلى أفراد الكتيبة والمتمثلة في قيام المجندين بإعدام النساء والأطفال والشيوخ القاطنين بقرية بولندية صغيرة والبالغ عددهم 1800 يهودى، شعر قائد الكتيبة بالحنق على الأمر الصادر له مما دفعه إلى اقتراح رفض الاشتراك في المهمة على أولئك الذين لا يملكون القوة على المشاركة؛ إلا أنه لم يرفض اتمام هذه المهمة سوى 12 رجل فقط من بين مجمل أفراد الكتيبة البالغ عددهم 500 مجند». ويضع براوننج في مقدمة هذه السلوكيات الإجرامية بعض العوامل التي أبرزها أيضا ميلجرام وهي: امتثال المجموعة للأوامر، قوة الروابط الاجتماعية، تقسيم وتنظيم «العمل» ولاسيما التجريد البطئ لليهود من سمات الإنسانية.
وبالتالى، لم يكتف القضاة في نورنبيرج بالاعتراف بحق الفرد في عصيان القواعد الظالمة فحسب، وإنما أدانوا أيضا أولئك الذين امتثلوا للأوامر. وبمقتضى هذا القرار تحول الحق في إعلان العصيان على أمر غير قانونى أو ظالم إلى واجب يستوجب عدم تنفيذه توقيع العقوبة المناسبة.

### مارتن لوثر كينغ

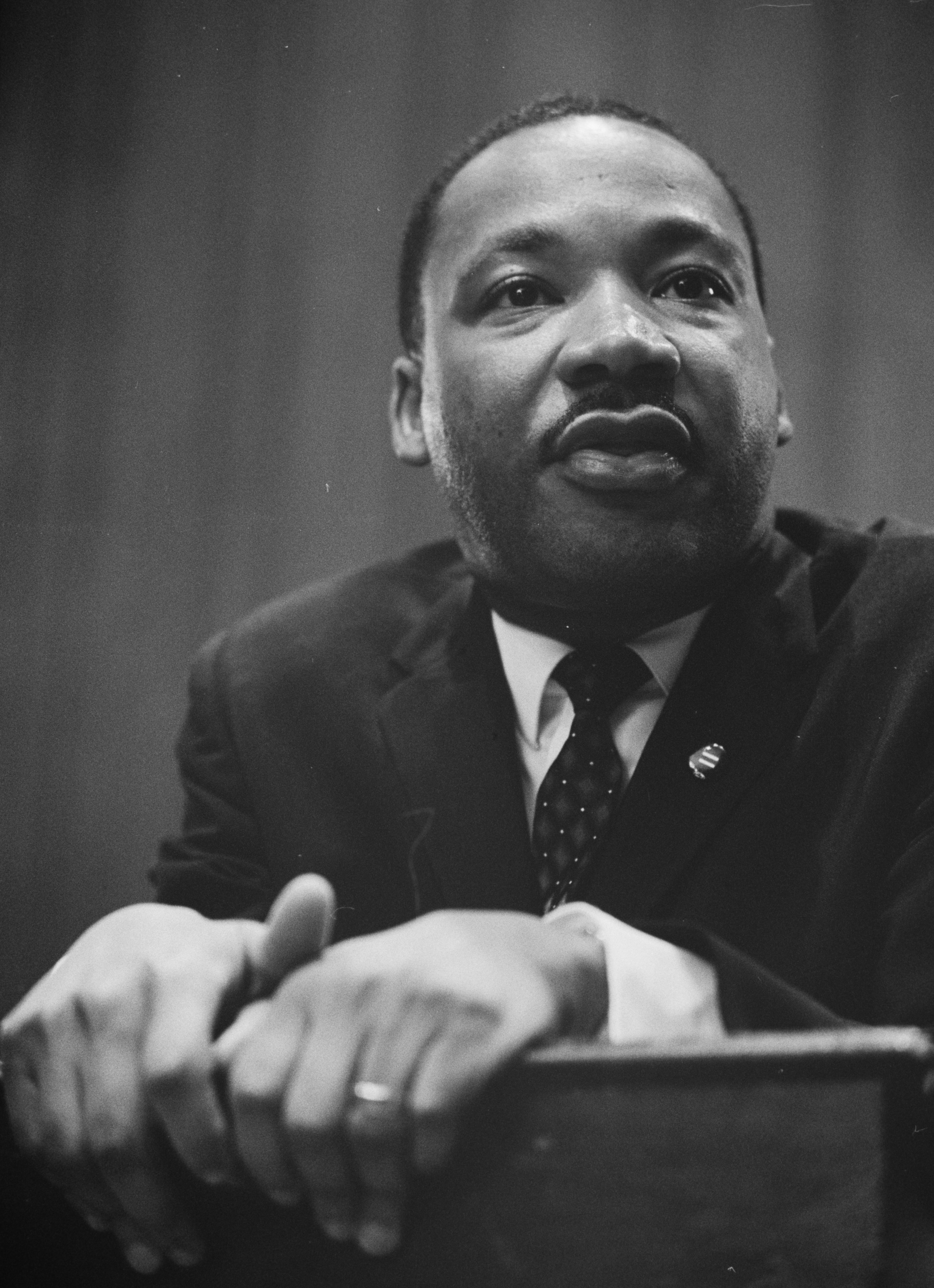
مارتن لوثر كينغ

في النصف الثاني من القرن العشرين، تولى مارتن لوثر كينغ، زعيم حركة المطالبة بحقوق المواطنة للسود في الولايات المتحدة الأمريكية، تبنى حركة العصيان المدنى. فتزعم حملة مقاطعة الحافلات في مونتجومرى بولايةألاباما في عام 1955، وهي الحملة التي بدأت حين رفضت روزا باركس أن تخلي مقعدها لراكب أبيض. وخلال هذه الحملة، ألقى القبض على مارتن لوثر كينغ وأسفر اعتقاله عن صدور قرار من المحكمة العليا بالولايات المتحدة يحظر الفصل العنصري في الحافلات والمطاعم والمدارس والأماكن العامة الأخرى.
كما تم استخدام العصيان المدنى من قبل مناضلون من أجل السلام والذين كانوا قد شككوا في فكر ودوافع التدخل العسكري في فيتنام. ومن ثم، قاموا بتنظيم اعتصامات شلت المناطق المركزية بالمدن الكبرى.

### سيزار شافيز
سيزار شافيز مزارع ومؤيد للحركة النقابية من كاليفورنيا. دعا، في الفترة من 1965 إلى 1975، إلى الإضراب والمقاطعة للدفاع عن الحقوق الاجتماعية للفلاحين والعمالة غير المنتظمة.

### نماذج وأشكال مختلفة للعصيان المدنى
تنوعت الأشكال الملموسة للأفعال التي نادى بها المنظمون للعصيان المدنى. من بينها نذكر على وجه الخصوص افعالا تتسم بالسلبية، وأخرى تتخذ طابعا أكثر عدوانية ومنها تلك التي تنطوى على تدمير للممتلكات المادية (على سبيل المثال اقتلاع نباتات الذرة المعدلة وراثيا). وتخضع هذه النوعية الأخيرة من الأفعال لتوصيفات قانونية محددة (فيطلق عليها في النموذج الفرنسي«تخريب جماعى»)

## أمثلة في فرنسا
اقتلاع نباتات الذرة المعدلة وراثيا في بلدية مونفيل (بإقليم غارون العليا بفرنسا) في الخامس والعشرين من شهر يوليو عام 2004.

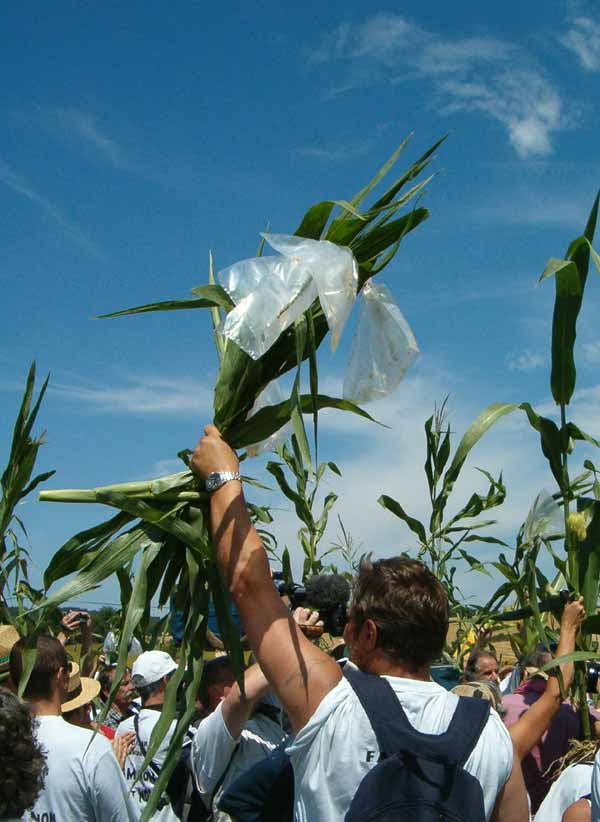
اقتلاع نباتات الذرة المعدلة وراثيا

في فرنسا، اتسع نطاق مفهوم العصيان المدنى ليضم أنصارا جددا. وفي هذا الصدد، يمكن أن نذكر حركة الكتاب والمؤلفين المناهضة لمشروع قانون دوبريه. وقد تم كتابة بيان رسمي لحركة جناة التضامن" في 27 مايو 2003، كنوع من الدعم للناشطين الذين تم القاء القبض عليهم نظرا لمساعدتهم أجانب مقيمين بطريقة غير قانونية، وقع عليه بالفعل أكثر من 12000 شخص و300 منظمة. ويتعارض هذا البيان بالتالى مع تطبيق المادة 21 من المرسوم الصادر بتاريخ 2 نوفمبر 1945 والذي ينص على " تطبيق عقوبة السجن لمدة خمس سنوات وغرامة مالية قدرها 30000 يورو على أي شخص، يقدم مساعدة مباشرة أو غير مباشرة، أو يسهل أو يحاول تسهيل دخول أو مرور أو إقامة أجنبي بطريقة غير قانونية في فرنسا أو في المحيط الدولي المذكور سلفا."
نذكر في هذا الصدد أيضا، الدعاوى القضائية التي لقيت صدى إعلاميا كبيرا والتي رفعت ضد جوزيه بوفيه لقيامه بتخريب مطعم للوجبات السريعة كان قيد الإنشاء أو لاقتلاع نباتات معدلة وراثيا بالتنسيق مع حركة «المنتزعون المتطوعون للنبات المعدل جينيا». وقد أثارت تلك القضايا موجة عارمة من التضامن وفتحت باب الجدل حول شرعية مثل هذه الممارسات، مرورا بتخريب الممتلكات المادية.
وحديثا، تم تدمير أجهزة المقاييس الحيوية«البيومترية» في بلدية جيف-سور-ايفيت بفرنسا من قبل إحدى مجموعات مكافحة أنظمة القياس الحيوى وذلك للتنديد بتعميم استخدام النظام الرقمي في الرقابة الاجتماعية وللاعتراض على رغبة أصحاب الصناعات في تعويد الأطفال في سن مبكرة على نظام المقاييس الحيوية. وإثر هذه الحادثة، تمت ملاحقة ثلاثة أشخاص قضائيا وهم حاليا في مرحلة استئناف الحكم الصادر ضدهم بالحبس ثلاثة أشهر مع وقف التنفيذ، ودفع 10000 يورو تعويضا عن الخسائر وغرامة مالية قدرها 1500 يورو).
هناك العديد من الجمعيات التي تمارس فعل العصيان كوسيلة مؤقتة أو دائمة: مثال على ذلك، بعض الجمعيات مثل منظمة جرينبيس (أي السلام الأخضر) التي تناضل ضد عمليات نقل النفايات النووية؛ حيث يقوم المناضلون بتقييد أنفسهم إلى قضبان السكك الحديدية، وهناك بعض الجمعيات الأخرى مثل جمعية الحق في السكن التي تقوم باحتلال المساكن الخالية بصورة غير قانونية وذلك لحث الرأى العام على التحرك وتغيير سياسة الحكومة بشأن الإسكان. كما نجد أيضا جمعية تنظيم الأسرة التي تقوم على مرأى ومسمع من الجميع بممارسات سرية مخالفة للقانون مثل توزيع عناوين بعض المراكز الأجنبية المتخصصة في إجراء عمليات الإجهاض المتعمد للنساء اللائي تجاوزن المهلة القانونية للإجهاض في فرنسا.. وهناك أيضا جمعية أكت أب التي تهدف إلى توعية الرأى العام. أما على صعيد التعليم الوطني في فرنسا، فقد نشأت حركة من المدرسين الرافضين لإجراءات التفتيش عليهم، أطلقوا على أنفسهم اسم (العصاة). وقد أثارت هذه الحركة التساؤل عن مولد أشكال جديدة للعصيان المدني.
بيد أن غالبية الجمعيات تريد ألا ينظر إليها كعصاة مدنيين خشية أن يتهموا في أي قضية (و هو أمر ربما يسيء إلى صورتهم) وحتى لا يتم حلها لكونها جمعية سيئة السمعة أعضائها مجموعة من المنحرفين. ومن ثم، يصبح العصيان سلاح فعال حينما نكون متيقينين من ضرباته، لأنه سلاح خطير بين يدي الذين يستخدمونه ويطالبون به.

## نظريات وأساليب
عند اللجوء لاستخدام نمط فعال من العصيان المدني قد يتم اللجوء إلى المخالفة العمدية لبعض القوانين، مثل سد الطرق على نحو سلمي أو احتلال منشآت بشكل مخالف للقانون. يمارس المحتجون هذا النوع من الشغب غير العنيف بهدف دفع السلطات إلى اعتقالهم أو حتى مهاجمتهم أو الاعتداء عليهم. وعادة ما يتلقى المحتجون تدريبات مسبقة على كيفية التصرف عند اعتقالهم أو مهاجمتهم بحيث تأتي أفعالهم بمسلك ينم عن مقاومة ورفض هادئين للسلطة لكن دون تهديد ودون اعتداء ولو حتى بغرض الدفاع عن النفس.
على سبيل المثال، فقد وضع غاندي القواعد التالية:
1. المقاوم المدني (ساتياجراهي) لن يداخله أي غضب.
2. أنه سيتحمل غضب الخصم.
3. أنه في سبيل ذلك سيحتمل هجوم الخصم عليه ولن يرد مطلقا، لكنه لن يخضع خوفا من العقاب إلى أي أمر يوجه إليه في غضب.
4. عندما يعمد أي شخص في السلطة إلى اعتقال المقاوم المدني فإنه سيخضع طوعا للاعتقال كما أنه لن يقاوم مصادرة متاعه.
5. إن كان أي من متاع المقاوم السلمي أمانة مودعة عنده فإنه سيرفض تسليمها حتى لو فقد حياته دون ذلك، لكنه مع ذلك لن يرد هجوما.
6. رد الهجوم يشمل السب والشتم واللعن.
7. لذا فإن المقاوم المدني لن يعمد إلى إهانة خصمه مطلقا، لذا فهو لن يشارك في أي من الصيحات التي تخالف روح فلسفة أهيمسا.
8. المقاوم المدني لن يحيي علم الاتحاد ولن يهينه أو يهين الموظفين البريطانيين أو الهنود.
9. خلال النضال إن أهان أحد موظفا أو اعتدى عليه فإن المقاوم المدني سيحمي الموظف من الإهانة أو الاعتداء حتى لو دفع حياته ثمنا.

## أمثلة

### الهند
كان العصيان المدني أحد أهم أساليب الحركات القومية في المستعمرات البريطانية السابقة في أفريقيا وآسيا قبل نيلها استقلالها. فقد نمى المهاتما غاندي وأمار باتيل العصيان المدني كوسيلة مناهضة للاستعمار. قال غاندي «إن العصيان المدني هو حق أصيل للمواطن في أن يكون متمدنا، وهو ينطوي على ضبط النفس، والعقل، والاهتمام، والتضحية». تعلم غاندي العصيان المدني من مقالة ثورو الكلاسيكية والتي ضمنها في فلسفة ساتياگراها السلمية. كانت حياة غاندي في جنوب أفريقيا وحركة الاستقلال الهندية أول تطبيق ناجح على نطاق واسع للعصيان المدني.
مهنداس غاندي، 1942
تميز القرن العشرين بظهور رمزين بارزين لدعوات العصيان المدني هما مهنداس غاندي ومارتن لوثر كينغ.
في الحادي عشر من سبتمبر عام 1906، جمع غاندي 3000 شخصا في المسرح الإمبراطوري في جوهانسبرغ، وحصل من المجلس على قسم بالعصيان كان مشابها «لقسم ملعب التنس» الشهير إبان الثورة الفرنسية. الأمر الذي أدي لدخوله السجن مرتين في عام 1907، استطاع خلال المرة الثانية، اكتشاف وثيقة العصيان المدني التي كتبها هنري ديفيد ثورو. وبناء عليها، قام غاندي بتطوير فكرة العصيان المدني بواسطة مفهوم السياتيجراها (الذي يعني حرفيا الطريق إلي الحقيقة)، وهو ما مكنه من قيادة نضاله السلمي ضد نظام الفصل العنصري (الابارتهايد) في جنوب أفريقيا وضد سياسة بريطانيا الاستعمارية في الهند، وحتى حصول الهند على استقلالها في النهاية. ففي 17 مارس عام 1930، أعلن غاندي بدء «مسيرة الملح» إلى مستنقعات الملح في جبلبور التي تبعد 300 كم عن العاصمة. فقد كانت الحكومة البريطانية تحتكر في الواقع الانتفاع من مستنقعات الملح التي تدر عليها دخلا سنويا يقدر ب 15 مليون فرنك من الذهب، تستخدمه لسد احتياجات جيوش الاحتلال. وصل غاندي إلي هناك في السادس من أبريل عام 1930، في الثامنة والنصف صباحا، يرافقه عدة آلاف من أنصاره، وقام بجمع الملح الذي كان سيباع في المزاد بمبلغ 425 روبية، وهو مبلغ كبير بالنسبة لذلك الوقت. وتحدي القائمون بالمسيرة، الذين بلغ عددهم خمسين ألف شخص، السلطات بجمعهم للملح من على الشاطئ، ثم استثمارهم له في المخازن بالحكومة البريطانية. وكان غاندي قد وضع، طوال المسيرة، قائمة بالقواعد الدينية للسلوك الذي لا يتسم بالعنف، والتي تم اتباعها بدقة من قبل الجموع. وقد تعرض المتظاهرون للضرب والحبس، وبعد عدة اسابيع اضطرت الحكومة في النهاية للإذعان لرغبة الشعب.
خلال رحلة نضاله، قدم غاندي المقترحات التالية للمقاومة السلمية:
- المقاوم المدني لا يجب أن يكون مشحونا بالغضب
- يجب عليه أن يتحمل غضب معارضيه، بل وهجومهم دون قيامه بالرد عليها. لا يخضع، خوفا من العقاب، إلي أمر صدر نتيجة غضب.
- إذا سعي شخص ذو سلطة للقبض على مناضل مدني، عليه أن يخضع بإرادته للتوقيف، وألا يقاوم مصادرة أملاكه.
- إذا كان المناضل المدني لديه ممتلكات تخص غيره، عليه أن يرفض تسليمها حتى وإن تعرضت حياته للخطر، ولكن دون أن يرد العنف بالعنف.

### جنوب أفريقيا
دعا كل من الأسقف دزموند توتو وستيف بيكو إلى العصيان المدني، وتمثلت النتيجة في وقائع مشهورة مثل مظاهرة المطر البنفسجي عام 1989، ومسيرة كيب تاون السلمية التي أنهت الفصل العنصري.

### الولايات المتحدة
تبنى مارتن لوثر كينغ، أحد قادة حركة الحقوق المدنية في الولايات الأمريكية المتحدة الجنوبية الشرقية في ستينيات القرن العشرين، أسلوب العصيان المدني، كما تبناه النشطاء مناهضو الحرب أثناء حرب فيتنام. ومنذ سبعينيات القرن العشرين مارست الجماعات المناهضة للإجهاض المقنن في الولايات المتحدة العصيان المدني.

### أوروبا
استخدم الثوار العصيان المدني في ما عرف إجمالا بالثورات الملونة التي غشيت دولا شيوعية سابقة في وسط وشرق أوروبا ووسط آسيا، وهي الثورات التي تأثرت بأفكار جين شارب المعروف باسم «مكيافيلي اللاعنف» و«كلاوسفيتس الحرب السلمية».
من أمثلة ذلك خلع سلوبودان ميلوسوفتش في صربيا في 2000 والذي استخدم الثوار فيه أسلوبا كان قد طبق من قبل في انتخابات برلمانية في بلغاريا عام 2000، وسلوفاكيا عام 1998، كرواتيا عام 2000. كذلك مثل الثورة الوردية في جورجيا التي أدت إلى خلع إدوارد شفرنادزه في 2003 والتي دعمتها حركة كمارا، وكذلك الثورة البرتقالية في أكرانيا التي تلت الخلاف على نتائج انتخابات 2004 البرلمانية والتي قادتها حركة پورا.
وأيضا الثورة البنفسجية التي سبقت ذلك في تشيكوسلوفاكيا عام 1989 والتي هاجمت الشرطة فيها طلابا من جامعة تشارلز والتي ساهمت في سقوط النظام الشيوعي في تشكوسلوفاكيا السابقة.

### مصر
تمثلت إحدى أبكر تطبيقات العصيان المدني وأوسعها نطاقا في ثورة 1919، ففي اليوم التالي لاعتقال الزعيم الوطني المصري سعد زغلول وأعضاء الوفد والموافق 9 مارس 1919، أشعل طلبة الجامعة في القاهرة شرارة التظاهرات. وفي غضون يومين، امتد نطاق الاحتجاجات ليشمل جميع الطلبة بما فيهم طلبة الأزهر. وبعد أيام قليلة كانت الثورة قد اندلعت في جميع الأنحاء من قرى ومدن. ففي القاهرة قام عمال الترام بإضراب مطالبين بزيادة الأجور وتخفيض ساعات العمل وغيرها، وتم شل حركة الترام شللا كاملا، تلا ذلك إضراب عمال السكك الحديدية، والذي جاء عقب قيام السلطات البريطانية بإلحاق بعض الجنود للتدريب بورش العنابر في بولاق للحلول محل العمال المصريين في حالة إضرابهم، مما عجل بقرار العمال بالمشاركة في الأحداث.
ولم يكتف هؤلاء بإعلان الإضراب، بل قاموا بإتلاف محولات حركة القطارات وابتكروا عملية قطع خطوط السكك الحديدية – التي أخذها عنهم الفلاحون وأصبحت أهم أسلحة الثورة.
وأضرب سائقو التاكسي وعمال البريد والكهرباء والجمارك، تلا ذلك إضراب عمال المطابع وعمال الفنارات والورش الحكومية ومصلحة الجمارك بالإسكندرية.
ولم تتوقف احتجاجات المدن على التظاهرات وإضرابات العمال، بل قام السكان في الأحياء الفقيرة بحفر الخنادق لمواجهة القوات البريطانية وقوات الشرطة، وقامت الجماهير بالاعتداء على بعض المحلات التجارية وممتلكات الأجانب وتدمير مركبات الترام.
في حين قامت جماعات الفلاحين بقطع خطوط السكك الحديدية في قرى ومدن الوجهين القبلي والبحري، ومهاجمة أقسام البوليس في المدن. ففي منيا القمح أغار الفلاحون من القرى المجاورة على مركز الشرطة وأطلقوا سراح المعتقلين، وفي دمنهور قام الأهالي بالتظاهر وضرب رئيس المدينة بالأحذية وكادوا يقتلونه عندما وجه لهم الإهانات.
وفي الفيوم هاجم البدو القوات البريطاينة وقوات الشرطة عندما اعتدت هذه القوات على المتظاهرين. وفي اسيوط قام الأهالي بالهجوم على قسم البوليس والاستيلاء على السلاح، ولم يفلح قصف المدينة بطائراتين في إجبارهم على التراجع، أما في قرية دير مواس محافظة المنيا، هاجم الفلاحون قطارا للجنود الإنجليز ودارت معارك طاحنة بين الجانبين.
وعندما أرسل الإنجليز سفينة مسلحة إلى أسيوط، هبط مئات الفلاحين إلى النيل مسلحين بالبنادق القديمة للاستيلاء على السفينة. وعلي الجانب الآخر كان رد فعل القوات البريطانية من أفظع أعمال العنف الذي لاقاه المصريون في التاريخ الحديث، فمنذ الأيام الأولى كانت القوات البريطانية هي أول من أوقع الشهداء بين صفوف الطلبة أثناء المظاهرات السلمية في بداية الثورة.
وعقب انتشار قطع خطوط السكك الحديد، اصدرت السلطات بيانات تهدد بإعدام كل من يساهم في ذلك، وبحرق القرى المجاورة للخطوط التي يتم قطعها. وتم تشكيل العديد من المحاكم العسكرية لمحاكمة المشاركين في الثورة. ولم تتردد قوات الأمن في حصد الأرواح بشكل لم يختلف أحيانا عن المذابح، كما حدث في الفيوم عندما تم قتل أربعمائة من البدو في يوم واحد على أيدي القوات البريطانية وقوات الشرطة المصرية. ولم تتردد القوات البريطانية في تنفيذ تهديداتها ضد القرى، كما حدث في قرى العزيزية والبدرشين والشباك وغيرها، حيث أحرقت هذه القرى ونهبت ممتلكات الفلاحين، وتم قتل وجلد الفلاحين واغتصاب عدد من النساء.
وبين عام 1971 وعام 1981، لجأ فلاحو قرية بإقليم لارزاك بفرنسا مرارا إلى العصيان المدني في كفاحهم ضد توسع أحد المعسكرات العسكرية.

## فلسطين
ينتهج الفلسطينيون منذ عام 1948 كل الوسائل الممكنة؛ لمقاومة الاستعمار الاحلاليّ الإسرائيليّ، ويبدعون في المقاومة السلميّة كذلك؛ لانتزاع حقوقهم وأرضهم، والعصيان المدنيّ أحد وسائل المقاومة السلميّة، أو المقاومة بالحيلة بتعبير آخر التي يعمد لها المستضعف؛ ليقاوم حاكمه/ مستعمِره دون أن يكون للأخير مبررًا أو دليلًا ملموسًا لقمعه، وقهره، واستند نضال الفلسطينيّ في محطات عدة عليها مثل العصيان المدنيّ خلال فترة الانتداب البريطاني عام 1936. ومن هذه المفاصل المركزية، وذات الوقع الأبرز التي تم الاعتماد على العصيان المدنيّ خلالها في تاريخ الصراع الفلسطينيّ/ الإسرائيليّ ما يلي:
العصيان المدنيّ في بيت ساحور خلال الانتفاضة عام 1987: تعّمد أهالي بيت ساحور خلال فترة الانتفاضة الفلسطينيّة عام 1987 على مخالفة قوانين سلطة الاحتلال الحاكمة وأوامرها من دون اللجوء للعنف، بتكاتف كل القوى والبنى الاجتماعيّة، والسياسيّة، والدينيّة، وبالالتزام التام في تحقيق شروط العصيان المدنيّ المتمثلة (بالجمعيّة، العلنيّة، الطوعيّة)؛ ففي سياق العصيان المدنيّ في بيت ساحور نجح الاتفاق، والاجماع الكلي، كذلك قد كانت المشاركة نابعة من قناعة الأفراد التامة بمركزية الغاية، وأهميتها، وإدراكهم لمآلات المشاركة ونتائجها، وكان أهالي بيت ساحور ذوو شجاعة عظمى لإظهار علنيّة مواقفهم دون وجل أمام قوات الاستعمار الإسرائيليّ التي تنكل بالشعب الفلسطينيّ .
ونتيجة لهذا العصيان المتبع في بيت ساحور عمل الاستعمار الإسرائيليّ بشكل مُمأسس؛ لكسره من خلال اتباع سياسة القبضة الحديديّة، والعمل على حصار بيت ساحور اقتصاديًا، وفرض الضرائب الباهظة على تجارهم؛ إلا أن أهالي بيت ساحور أبدعوا في التأقلم، والتكيف مع الوضع الراهن؛ للوصول لغايتهم من خلال الاعتماد الوثيق على لجانهم الشعبيّة، وتشكيل لجان الحارات المتخصصة (لجنة التعليم، لجنة التوعية النضاليّة، لجنة التموين، لجنة الصحة، لجنة لجني التبرعات، لجنة سائقين، لجنة أكاديميين)، وسلك أهالي بيت ساحور خلال فترة العصيان المدنيّ سياسة الاكتفاء الذاتيّ، وضرب الاقتصاد الإسرائيليّ بالتخلي عن دفع الضرائب، والاعتماد على منتوجات بيت ساحور المحلية فقط، بالإضافة لتأسيس تعاونيّة للأبقار؛ لتأمين غذاء أطفالهم، واهتموا بزراعة المحاصيل الزراعيّة، والصناعات الحرفيّة؛ فتكاملت بيت ساحور بكل المقومات، والأطر، والمعطيات؛ لتحقيق التنظيم الداخلي؛ الذي يضمن نجاح العصيان المدني المتبع لاكتساب حقوقهم، وتقويض بطش الاستعمار الإسرائيليّ بهم.
العصيان المدنيّ في مخيم شعفاط عام 2022: فرض الاستعمار الاحلاليّ الإسرائيليّ حصارًا خانقًا على مخيم شعفاط في أوائل شهر أكتوبر من عام 2022، بالإضافة لشن تضييقات مشددة، واعتقالات واسعة لأهالي المخيم، فما كان من أهالي مخيم شعفاط، والقوى الوطنيّة، والإسلاميّة، والحراكات الشبابيّة، إلا أن يلجأوا للعصيان المدني؛ لكسر هذا الحصار، وليعبروا عن رفضهم للوضع المفروض عليهم، ولسياسة العقاب الجماعيّ التي تعمل إسرائيل بها؛ فقرر الأفراد في المخيم تعطيل المدارس في المخيم، ومنع استخدام السيارات بعد الساعة العاشرة مساءً -إلا في الحالات الطارئة-، وإغلاق المحلات التجارية (باستثناء المخابز، والصيدليات)، بالإضافة لبرنامج من الاعتصامات والاحتجاجات السلميّة داخل المخيم، وعدم خروج العمال الفلسطينيين للعمل داخل الأراضي المحتلة عام 1948؛ الأمر الذي ضرب مصالح الاحتلال واقتصاده، وعطل من سير الأعمال وركودها؛ وبالنهاية نجاح العصيان المدنيّ في كسر حالة الحصار التي فرضت، وتحقيق الأهداف الذي وجد لأجلها. وغيرها من الأمثلة على العصيان المدني في السياق الفلسطينيّ إلا أنها لم تكن شاملة، وكاملة كالمثالين المذكورين أعلاه.

## أعمال على الصعيد العالمي
ويتدرب المناضلون في الحركات المناوئة للعولمة على أعمال المقاومة السلمية في«قمم موازية مضادة» أو في ورش التدريب على العصيان المدني (حتى يتسنى لهم التعرف على التقنيات غير القانونية السلمية وما عليهم القيام به في حالة إلقاء القبض عليهم) هو أمر إنما يشي أن العصيان المدني هو سلاح كامل لدى الحركات المناوئة للعولمة. أما دعاة الفوضى فهم يرون في العصيان المدني وسيلة للهروب من وطأة الدولة من خلال الاستيلاء على الأماكن في الشوارع واحتلالها وما شابه ذلك من أعمال.

## العصيان المواطني
ظهر أول استخدام لمصطلح العصيان المواطني في 19 ديسمبر 1996 مع نشر«الدعوة إلى العصيان المواطني» من قبل عدة شخصيات سينمائية رافضة لقانون ديبري وما يتصل بالهجرة من أحكام. وقد ورد في نص الدعوة: «إننا ندعو مواطنينا إلى العصيان وألا يخضعوا لهذه القوانين غير الإنسانية».
وفي كتابهما بعنوان: من أجل عصيان مواطني أفضل" استخدم كل من جوزيه بوفيه وجيل لينو هذا مصطلح بناء على ترجمة صوتية عن الإنجليزية. وقد حددا ستة معايير مجتمعة لوصف هذا العمل وهي:
1. عمل شخصي ومسؤول: يجب على من يقوم به معرفة المخاطر المترتبة عليه بحيث لا يتهرب من العقوبات القضائية.
2. عمل يتجرد من المصالح الشخصية: فنحن نعلن العصيان تجاه قانون مخالف للمصلحة العامة وليس بغرض مصلحة شخصية.
3. عمل يقوم على المقاومة الجماعية: فنحن نتحرك من منظور مشروع جماعي أكثر اتساعا.
4. عمل سلمي: فنحن نهدف إلى تغيير الرأي والرأي الآخر وليس إثارة أي نوع من أنواع القمع أو الرد المسلح أو أي هجوم على الممتلكات ليس له سوى بعد رمزي.
5. عمل شفاف: فنحن نعمل بوجه مكشوف.
6. عمل سامي: فنحن نلجأ إلى العصيان بعد استنفاد الوسائل الأخرى مثل اللجوء إلى الحوار والأعمال القانونية.

ومن جانبه ينتقد جون ماري مولر أستاذ الفلسفة ومنظر حركة ال لا عنف ومؤلف كتاب «عن العصيان المدني» استخدام مصطلح«العصيان المواطني». وهو هنا يرد على ملف لإفلين سير مارين الذي نشره في مجلة بولتسيس والخاص باحتفالية مئوية «العصيان المواطني» (في العدد رقم 916) ويستنكر فيه التعريف الذي وضعه للعصيان المدني. فهو يرى أن هذا التعريف «يعتريه تناقض تام مع كل الأعمال التي اتخذت منذ ما يقرب من قرن مضى وتم فيها استخدام هذا المسمى». فكلمة مدني مشتقة من اللاتينية civilis وهي المعنى المعاكس لكلمة criminalis.
أما جون ماري مولر فيرى أن العصيان «مدني» بمعنى أنه ليس «إجراميا» أي أنه يحترم المبادئ والقواعد ومتطلبات التمدين.

## المقاومة الضريبية
المقاومة الضريبية هو عمل سياسي يتمثل في رفض المشاركة في دفع ضرائب الدولة باسم القيم الأخلاقية. وتسعى مجموعات شتى إلى تقنين شكل من أشكال الاستنكاف الضميري تجاه الضريبة العسكرية وبما يسمح لمستنكفي الضمير بأن يحددوا مصارف ما يدفعونه من ضرائب حتى لا يتم صرفها إلا على البنود غير العسكرية من الميزانية.

## الفنانون والمقاومة المدنية
شارك العديد من المثقفين والفنانين في المقاومة المدنية تحت أشكال مختلفة. كما حث عليها ناعوم شوسكي في خطابه عام 1966. وفي الولايات المتحدة، قام جون بايز بمساندة الحركات المطالبة بحقوق السود مثل حركة «الفهود السوداء» Black Panthers والحركات المناهضة لحرب فيتنام مثل «الخبز ومسرح العرائس» The Bread and Puppet Theatre,. كما قام كيمي أركانا بتأليف وترجمة أغنية بعنوان العصيان المدني.

## في أعمال الخيال

### السينما
في فيلم ”المغسلة الكبرى" La Grande Lessive يروي جون ماري موكي قصة مدرس الأدب الذي قرر، لما يسببه التلفزيون من آثار سلبية على تركيز الأطفال ونومهم، تخريب هذا الجهاز بوضع مادة كيميائية على جهاز الإرسال. وربما يمكن تشبيه هذه الخطوة بالعصيان المدني.